# Emanuel Felke
Leopold Emanuel Erdmann Felke (7 febbraio 1856 – 16 agosto 1926) è stato un medico e pastore evangelico tedesco.
Erdmann Felke praticò la naturopatia con eterno conflitto interiore fra teologia e scienza; usò anch'esso a scopo terapeutico terra, acqua, erbe e aderì all'omeopatia unicista e complessista di derivazione spagirica (sviluppatasi in Germania nell'800).
Unì a queste discipline la terapia nutrizionale (approfondì gli studi di Ragnar Berg) e prescrisse verdure, frutta, latticini, poca carne.
La sua terapia dietetica ha predilezione per il crudo, i digiuni, l'eliminazione del sale e dello zucchero e i cibi troppo ricchi.
Egli praticò anche l'iridologia (ha fatto il primo disegno topografico dell'iride) e la fisiognomica. 
Divenne famoso per il bagno di argilla (da togliere una volta secco con l'automassaggio) e fondò un centro a Jungborn dove i pazienti potessero giovarsi dallo sfuggire ai loro obblighi quotidiani. 
Ipotizzò l'importanza del magnetismo terrestre e utilizzò a scopo mediaco sia le correnti galvaniche che l'ipnosi. 
La formulazione di Felke è ancora commercializzata dal Dr. Mauch di Goppingeh ed esistono ancora due case di cura Felke in Germania.